# It Is Never Too Late to Mend (film 1913)
It Is Never Too Late to Mend è un cortometraggio muto del 1913 scritto e diretto da Charles M. Seay.

## Produzione
Il film fu prodotto dalla Edison Company.

## Distribuzione
Distribuito dalla General Film Company, il film - un cortometraggio in due bobine - uscì nelle sale cinematografiche statunitensi il 6 gennaio 1913. Venne distribuito anche nel Regno Unito il 22 marzo 1913.